# كبلر-1520
كي أي سي 12557548 بالإنكليزية (KIC 12557548) كوكب خارج المجموعة الشمسية يدور حول نجم مكتشف حديثا بعمر 1500 سنة ضوئية من الأرض. وكشفت الباحثون باستخدام المرصد كبلر الفضائي على ما يبدو لكوكب قريب من حجم عطارد تحول حرفيا إلى غبار. وهو عبارة عن ذيل طويل من الحطام - تقريبا مثل ذيل المذنب – ويدور هذا الكوكب حول النجم، KIC 12557548. ويعتقد العلماء أن كوكب الأرض يمكن أن يتبخر في ظل الحرارة اللافحة للنجم، وذلك عن طريق تحليله إلى غبار، واستطاعوا فك تاريخ كوكب الأرض. ووفقا لحسابات الفريق فان الكواكب تتفكك تماما خلال 100 مليون سنة.
بالإضافة إلى ايجاد مثل هذا الكوكب غير العادي، تعتبر هذه قفزة أخرى للأمام للفرق باستخدام بيانات كبلر، حيث تكون قادرة على كشف مثل هكذا كوكب صغير يدور حول نجمه الأم. والفترة المدارية هي 15 ساعة. ورأى فريق من الباحثين في البداية أنماط غريبة من الضوء المنبعث من النجم، وفي دراسة منحنيات ضوء النجم عثروا على ضوء ينخفض بنسبة كثافات مختلفة مما يوحي بأن شيئا ما كان قد عرقل النجم بانتظام، ولكن بدرجات متفاوتة.
ويرى فريق أنه قد يكون هناك ثنائي كواكب - وهما الكواكب التي تدور حول بعضها البعض – من حيث مداراتها وتحجب كميات مختلفة من الضوء خلال الكسوف، ولكن البيانات لم تدعم هذه الفرضية.
ويذكر قسم الاخبار في مركز البحوث والدراسات الفلكية (A.RC.) بأنه بدلا من ذلك، جاء الباحثون حتى مع فرضية أخرى وهي: أن سبب الكثافة المتفاوتة من الضوء من جانب الجهة غير المتبلورة إلى حد ما هو حدوث التحول في هذا الكوكب.
وقال المؤلف المشارك شاول رابابورت، الأستاذ الفخري للفيزياء في معهد ماساتشوستس للتكنولوجيا "إنه كان لا بد من شيء يحدث وكانه تغيير جذري. واضاف انه لم يكن جسما صلبا، وإنما، عبارة عن غبار قادم من هذا الكوكب. ويعتقد ان هذا الغبار عبارة عن جسيمات ميكروية صغيرة الحجم.
رابابورت يقول ان هناك تفسيرين محتملين لكيفية تشكل الغبار الكوكبي: الفرضية الأولى: انه قد انفجر شيء مشابه للبراكين واطلق رماد هائلا إلى السطح. الفرضية الثانية: تبخر المعادن الموجودة على سطح الكوكب بسبب ارتفاع درجات الحرارة ومن ثم تتكثف مرة أخرى إلى غبار بعد ابتعادها عن السطح.
أما بالنسبة لكمية الغبار المنبعثة من هذا الكوكب أظهر الفريق أن هذا الكوكب يمكن أن يفقد غبارا يكفي لتفسير بيانات كيبلر. من حساباتهم، وخلص الباحثون إلى أن في مثل هذا النسبة لو حدثت على كوكب الأرض في نهاية المطاف سوف يتفكك تماما.
وصنع الباحثون نموذجا لكوكب يدور حول نجمه، جنبا إلى جنب مع سحابة طويلة من الغبار. حيث كان الغبار أكثف من المناطق المحيطة مباشرة على كوكب الأرض.ان المجموعة من خلال هذه المحاكاة سطوع النجم كما الكوكب وسحابة الغبار التي مرت بها، ووجد أن أنماط الضوء تطابق منحنيات ضوء غير منتظمة ماخوذة من مرصد كيبلر.
وقال «نحن في الواقع سعيدون جدا في هذا التفاوت في ملف الكسوف»، يقول رابابورت. «في البداية لم نفهم هذه الصورة. ولكن بمجرد ان وضعت هذه النظرية، أدركنا طبيعة ذيل الغبار وبانه يجب أن يكون هنا. اما إذا لم تكن كذلك فان هذه الصورة غير صحيحة.»
«هناك الكثير من الأبحاث التي قد توصلت إلى نتيجة بأن الكواكب ليست كائنات أبدية»، وقال فابرسكي. «يمكن أن يموت الكوكب وبطرق غير عادية، وفي هذه الحالة يكون فيها الكوكب قد تبخر كليا في المستقبل.»